# Pawełki (województwo śląskie)
Pawełki (niem. Pawelken) – wieś w Polsce położona w województwie śląskim, w powiecie lublinieckim, w północnej części gminy Kochanowice. Miejscowość znajduje się na obszarze Parku Krajobrazowego Lasy nad Górną Liswartą.
| SIMC    | Nazwa | Rodzaj    |
| ------- | ----- | --------- |
| 0134769 | Paryż | część wsi |

W okresie międzywojennym w miejscowości stacjonowała placówka Straży Granicznej I linii „Pawełki”.
W latach 1975–1998 miejscowość położona była w województwie częstochowskim.
W Pawełkach znajduje się drewniany kościół pw. Matki Boskiej Fatimskiej, przeniesiony z pobliskiego uroczyska "Brzoza" przez mieszkańców w latach 50. XX wieku. Obiekt ten został na "Brzozie" ufundowany przez hrabiego z Kochcic Ludwika von Ballestrema w 1928 roku. Wówczas jego patronem był święty Hubert. Obecnie kościół stanowi filię parafii w Kochcicach. W 2006 roku na miejscu dawnego kościoła postawiono kapliczkę będącą jego repliką.

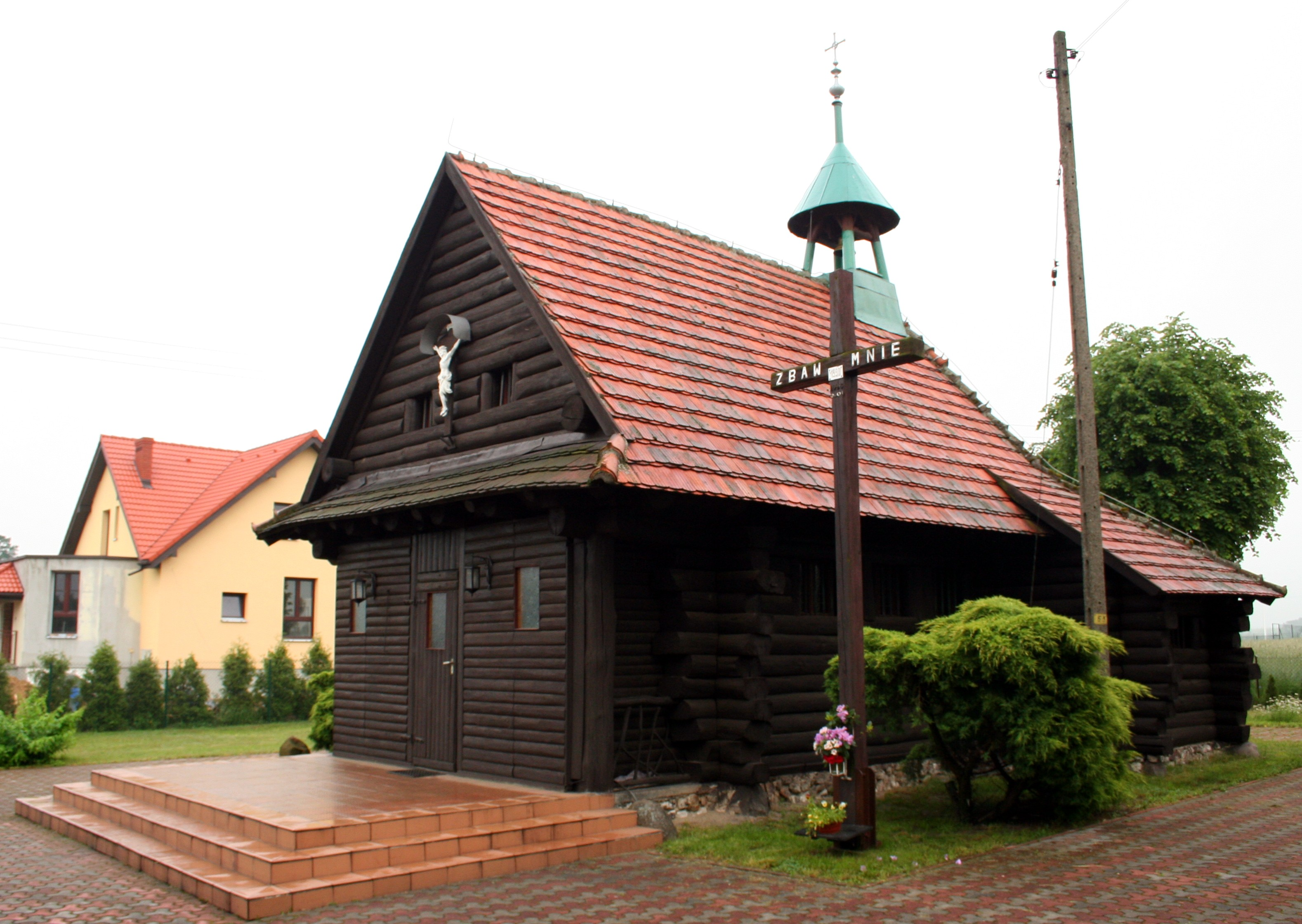
Kościół Matki Boskiej Fatimskiej
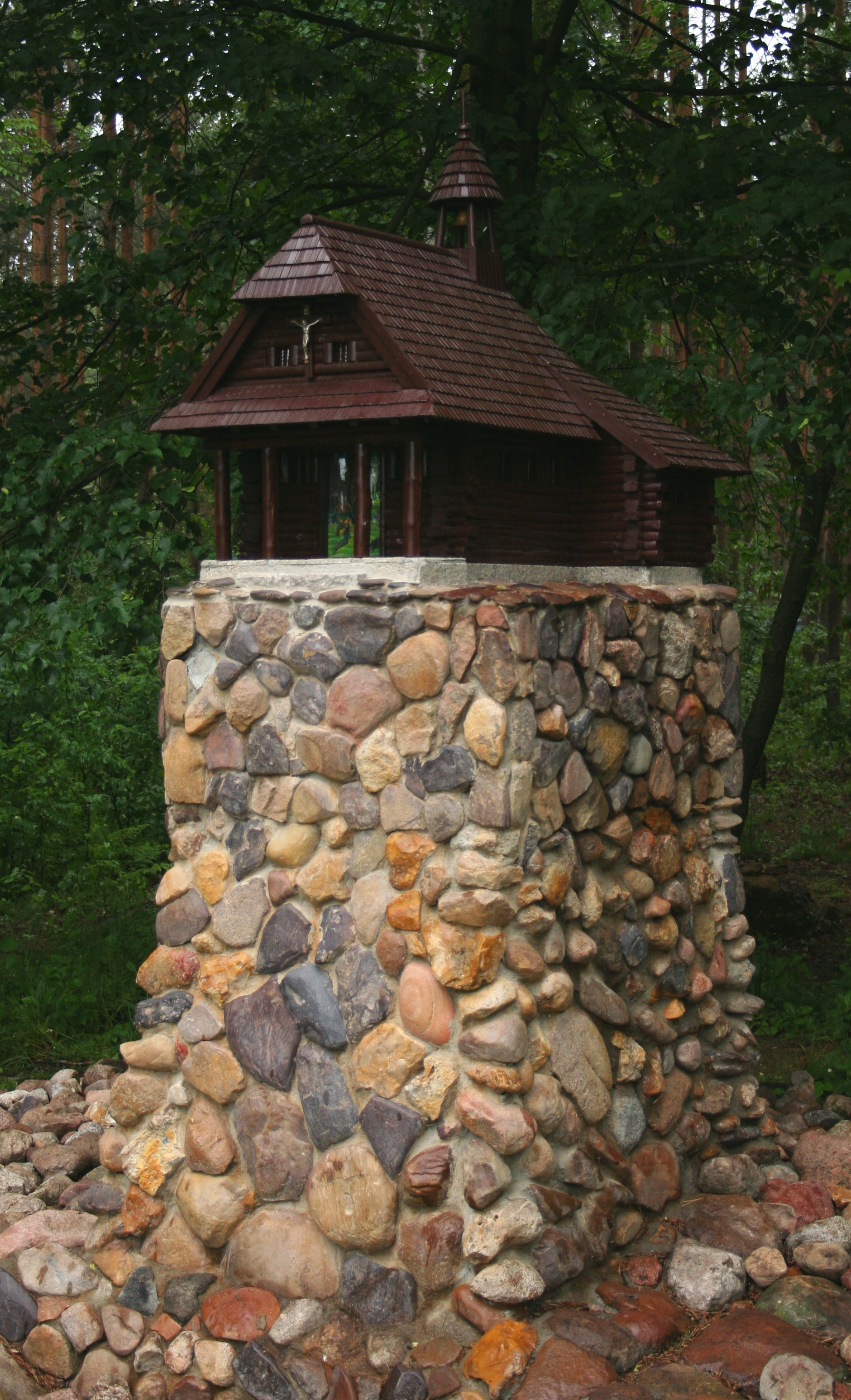
Replika kościoła św. Huberta na "Brzozie"